# Гал (газета)
«Гал» (абх. Гал, мегр. გალი) — общественно-политическая газета на русском, абхазском и мегрельском языках, издаваемая в городе Гал (Абхазия).
Газета выходит с 20 мая 2003 года. Освещает новости Галского района Абхазии. Выходит 2 раза в месяц на 4-х полосах. Тираж — 1000 экземпляров. Главный редактор — Нугзар Салакая.
По состоянию на 2008 год является единственной газетой в мире с материалами на мегрельском языке.